# 堺市立桃山台小学校
堺市立桃山台小学校（さかいしりつももやまだいしょうがっこう）は、大阪府堺市南区にある公立小学校。

## 沿革
- 1972年9月1日 - 創立
- 1977年3月 - 6教室増築
- 1977年10月 - 体育館竣工
- 1979年1月 - 8教室増築
- 1980年12月 - 3教室増築
- 1983年7月 - プール竣工
- 1990年8月 - 給食調理場竣工
- 1999年3月 - コンピュータ室設置
- 1999年4月 - ランチルーム設置

## 通学区域
- 堺市南区 桃山台1丁・2丁。

卒業生は堺市立福泉南中学校に進学する。

## 交通
- 南海泉北線 栂・美木多駅から。